# Élection présidentielle libanaise de 2008
L'élection présidentielle libanaise de 2008 a lieu le 25 mai 2008 au Parlement du Liban, à Beyrouth. Dans une situation de fortes tensions politiques, les députés choisissent le candidat faisant le plus consensus, Michel Sleiman.

## Contexte
L'élection de Michel Sleiman se déroule dans un contexte particulier, le Liban était sans président depuis novembre 2007 et la fin de mandat d'Émile Lahoud qui avait déjà vu ses fonctions prolongées de trois ans par le Parlement. De violents affrontements résultent de cette crise politique et de l'absence d'exécutif et opposent le Hezbollah au Courant du futur (fidèle au gouvernement) et à l’armée régulière. Du 7 au 14 mai 2008, ils font 65 morts dans le pays et la situation du pays est proche d'une nouvelle guerre civile lorsqu'est signé à Doha, le 21 mai, un accord pour sortir le pays de la crise. De nouvelles élections sont organisées rapidement pour élire le nouveau chef de l'État, ce qui amorce la relance des institutions du pays, miné par la crise, par les violences et par la série d'attentats qui a visé depuis 2004 le bloc anti-syrien.

## Déroulement
Cette élection fait l'objet d'un scrutin indirect durant lequel au moins les deux tiers des membres de Chambre des députés doivent choisir un candidat. Un premier tour se déroule le 25 septembre 2007 mais le quorum requis n'est pas atteint ; ce n'est qu'après la conclusion de l'accord de Doha et un 23e tour que la majorité des 128 députés élisent Michel Sleiman pour diriger le pays. Sur les 127 votes, Michel Sleiman reçut 118 voix pour, tandis que trois membres du parlement avaient voté contre et six autres se sont abstenus.
Cependant, comme il était l'ancien commandant en chef des forces armées du pays depuis 1998, un amendement constitutionnel a dû être adopté avec une majorité des deux tiers au Parlement pour lui permettre d'accéder à cette fonction.